# فرودگاه مفوو
فرودگاه مفوو (به انگلیسی: Mfuwe Airport) یک فرودگاه نظامی و همگانی با کد یاتا MFU است که یک باند فرود آسفالت دارد و طول باند آن ۲۲۰۰ متر است. این فرودگاه در شهر مفوو، زامبیا کشور زامبیا قرار دارد و در ارتفاع ۵۶۵ متری از سطح دریا واقع شده‌است.